# Phyllanthus acutifolius
Phyllanthus acutifolius là một loài thực vật có hoa trong họ Diệp hạ châu. Loài này được Poir. ex Spreng. miêu tả khoa học đầu tiên năm 1826.